# Qalʿat al-Bahrain

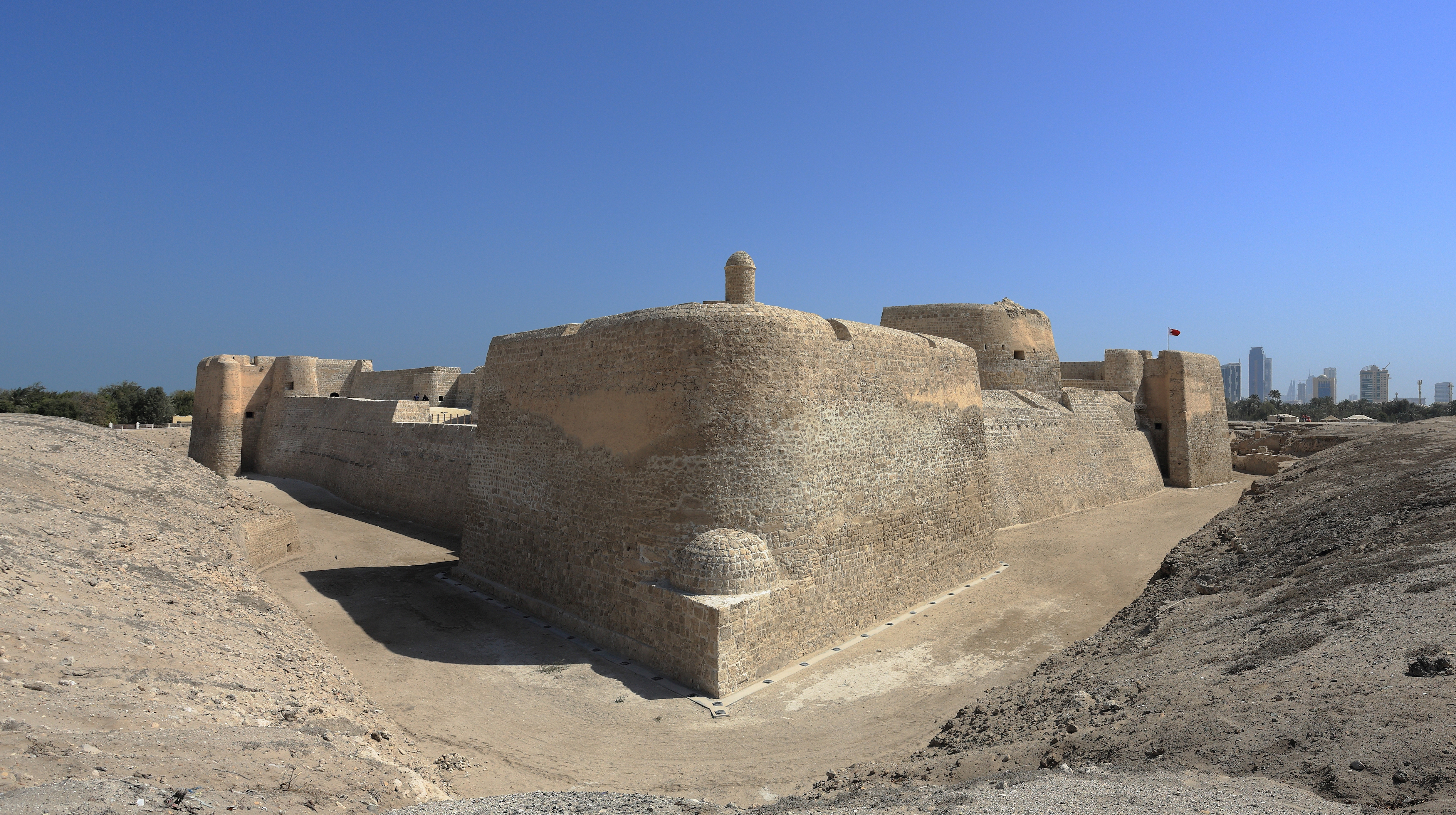
Panorama des Forts

Qalʿat al-Bahrain (Fort von Bahrain; arabisch قلعة البحرين Qalʿat al-Baḥrain) ist der Name einer archäologischen Stätte auf Bahrain. Der Ruinenhügel ist ca. 300 × 600 m groß und war wohl über lange Zeit der Hauptort der Insel. 2005 erfolgte die Aufnahme in die UNESCO-Welterbeliste.
Die untersten Schichten datieren um 2200 v. Chr. und gehören zu einer Stadtanlage der Dilmunkultur mit einer Stadtmauer und großen Hausanlagen, die Vorratseinrichtungen besaßen. Um 1450 v. Chr. wurde hier ein großer kassitischer Palast errichtet, in dem wohl ein Statthalter residierte. Von hier stammen zahlreiche Keilschrifttafeln. Die einzige datierte stammt aus dem 4. Regierungsjahr des Königs Agum. Die meisten Forscher gehen davon aus, dass es sich dabei um Agum III. handelt. Bereits aus der Regierungszeit von Burna-buriaš II. ist Ili-ippašra, ein kassitischer Statthalter von Dilmun bekannt. Der Palast des Statthalters brannte schließlich ab,  die Verwaltung wurde vielleicht nach Failaka verlegt. Aus der Zeit vom 10. bis zum 5. vorchristlichen Jahrhundert stammen weitere große Hausanlagen mit sanitären Anlagen und Bestattungen unter den Fußböden.
Auch in hellenistischer Zeit (3. vorchristliches Jahrhundert) war die Stadt dicht besiedelt, doch sind diese Schichten nicht sehr gut erhalten. Im dritten nachchristlichen Jahrhundert wurde eine ca. 51,5 × 51,5 m große Festungsanlage errichtet, die wahrscheinlich mit der Machtübernahme der Sassaniden in Verbindung steht. Auch für das islamische Mittelalter ist eine dichte Bebauung in der Stadt belegt.
Die Portugiesen unterwarfen Bahrain im 16. Jahrhundert und kontrollierten von 1521 bis 1602 mit ihren Schiffen und einigen Befestigungsanlagen entlang der Küste den Seehandel im Persischen Golf. Im 16. Jahrhundert wurde an Stelle der Stadt ein großes portugiesisches Fort errichtet, das auch heute noch den Ort beherrscht.
Ausgrabungen fanden 1954–1970 unter der Leitung einer dänischen Mission unter Leitung von Geoffrey Bibby statt. Seit 1978 gräbt hier eine französische Mission und seit 1987 ein einheimisches Team.